# Grażyna Janus
Grażyna Maria Janus (ur. 26 kwietnia 1959 w Pińczowie) – polska robotnica i działaczka polityczna, posłanka na Sejm PRL IX kadencji.

## Życiorys
Posiada tytuł zawodowy magistra inżyniera chemii (uzyskany na Wydziale Materiałoznawstwa i Technologii Obuwia Wyższej Szkoły Inżynierskiej w Radomiu w 1984). Pracowała w Śląskich Zakładach Przemysłu Skórzanego „Otmęt” w Krapkowicach oraz Zakładach Obuwia „Primus” w Prudniku jako brygadzistka szwalni. Od 1978 działała w Polskiej Zjednoczonej Partii Robotniczej, z ramienia której w latach 1985–1989 sprawowała mandat posłanki na Sejm PRL IX kadencji z okręgu Kędzierzyn-Koźle, pełniąc funkcję sekretarza Sejmu i zasiadając w Komisji Współpracy Gospodarczej z Zagranicą. Była członkinią prezydium Zarządu Miejsko-Gminnego Związku Socjalistycznej Młodzieży Polskiej w Prudniku. Przystąpiła także do Naczelnej Organizacji Technicznej, Ligi Kobiet Polskich, Towarzystwa Przyjaźni Polsko-Radzieckiej oraz do Ligi Obrony Kraju.